# Bockara
Bockara est une localité de Suède dans la commune d'Oskarshamn située dans le comté de Kalmar.
Sa population était de 366 habitants en 2019.